# 투카-티무르 왕조
투카-티무르 왕조(러시아어: Тука-Тимур)는 주치 13번째 아들로부터 시작된 왕조이다. 킵차크 칸국의 연속적인 붕괴 이후, 시바니디이와 함께 투카 티무르 왕조가 세워지고 칸이 되었다.

## 자손
- 아스트라 칸[1]